# Laurent Wyss
Laurent Wyss (geboren 8. März 1977 in Biel/Bienne) ist ein Schweizer Filmregisseur, Drehbuchautor und Journalist.

## Leben
Laurent Wyss wuchs in Ipsach auf. Nach der Schule machte er eine Lehre als Landschaftsgärtner, danach arbeitete er als Journalist und Werbefilmer. Sein Schaffen umfasst Spielfilme, Dokuserien, Werbefilme und Talksendungen.
2014 kam sein erster Spielfilm, der Neo-Noir, „Manche Hunde müssen sterben“, den er ohne Fördergeldergelder selbst finanziert hatte, in die Schweizer Kinos.
2019 drehte der Regisseur den Thriller “Peter K. – Alleine gegen den Staat”. Der Film basiert auf der wahren Geschichte des sogenannten Amok-Rentners Peter Hans Kneubühl. Laurent Wyss schrieb dabei auch das Drehbuch. Der Film feierte im September 2022 seine Weltpremiere am Festival du Film Français d’Helvétie und seine internationale Premiere an den Internationalen Hofer Filmtagen 2023. “Peter K.”, gespielt von Manfred Liechti, wurde mit dem Schweizer Filmpreis für die beste männliche Hauptrolle ausgezeichnet. 2023 gewann „Peter K.“ den Berner Filmpreis und wurde für den besten Soundtrack bei den New York International Film Awards ausgezeichnet.
2022 wurde Laurent Wyss zum Bieler des Jahres gewählt.
Seit 2022 ist er Programmleiter des Fernsehsenders TeleBielingue.
Laurent Wyss hat zwei Kinder und lebt in Biel.